# Izabel Goulart
Maria Izabel Goulart Dourado, conhecida por apenas Izabel Goulart (São Carlos, 23 de outubro de 1984), é uma supermodelo brasileira, conhecida por ter sido Angel da marca Victoria's Secret.

## Vida pessoal
Izabel Goulart nasceu em São Carlos, São Paulo. Ela é de ascendência italiana e portuguesa e tem quatro irmãos e uma irmã. Ela disse uma vez, "a parte mais difícil de ser Angel da Victoria's Secret é que eu passo muito tempo longe da comida da minha mãe e longe de minha casa com meus cinco irmãos e irmã". A escola foi um momento particularmente difícil para Izabel, pois foi ridicularizada por ser magra com apelidos do tipo "girafa". 

## Carreira

### Início e sucesso meteórico
Quando fazia compras com a mãe aos 14 anos, um cabeleireiro sugeriu que ela deveria virar modelo. Aos 17 anos mudou-se para a capital do estado, São Paulo, e começou a modelar na extinta agência Success. Sua carreira foi lançada e projetada pelas mãos do booker Ney Alves, atual diretor da Major Model Brasil. Após realizar inúmeros trabalhos importantes no Brasil, fez sua primeira viagem internacional para a França dando assim início também à sua carreira internacional.
Em dezembro de 2007, Goulart ganhou o prêmio "Toshiba Planet Cool Awards 2007", na categoria de "Melhor modelo". Por toda sua carreira, já foi fotografada por todos os fotógrafos famosos e internacionalmente reconhecido, como Terry Richardson, David Sims, Greg Kadel e Vincent Peters, entre outros. Também já estampou capas das principais revistas de moda do mundo. Izabel é também conhecida por ser uma das Angels da grife de Lingerie Victoria's Secret alcançando os mais altos caches do fashion business.

### Trabalhos
Capas
Harper's Bazaar Brasil, Vogue Brasil, Marie Claire Francesa, Wish Report, Revista Simples, Elle Brasil, L'officiel, Esquire, Cool, Fashion Trend Italia, L'Offciel Brasil, Vogue Homem Brasil, Sneeze, Rolling Stone, M & Guia,  GQ Mexico, GQ UK, GQ Spain.
Editoriais
Vogue Brasil, Vogue Japão, Marie Claire Francesa, Wish Report, Harper's Bazaar, Quem, Flair, Elle Italia, Numero, GQ, Elle US, Vogue Italia, Esquire, Arena.
Campanhas

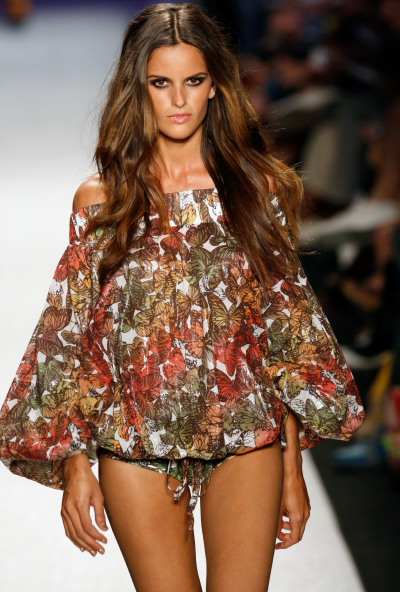
Izabel Goulart em 2008

Triton, Pollini, Cori, Diesel, Yohji Yamamoto, Zoomp , Victoria's Secret, Express, Osklen, Fillity, Pura Magia, Poko Pano, Neiman Marcus, Forum, Iodice Denim, Emanuel Ungaro, Armani Exchange, Dumond, Ozmoze, Calzedonia, Calvin Klein, Garnier, Women's Secret, Next, Lascana, Dolce & Gabbana, Avon, Free Soul, G Series, Plié, Ralph Lauren, Valfrance, Wolford, La senza, Colcci, Newport-News e Würth.
Desfiles
Izabel Goulart já pisou nas mais famosas passarelas do mundo, desde Stella McCartney, Oscar de la Renta, Dolce & Gabbana, Victoria's Secret, Givenchy, Armani, Rosa Chá, Cia Marítima, Chanel, entre outros.
Televisão
Em setembro de 2007 foi anunciada sua participação como convidada na série de televisão mundialmente popular 24 Horas, ao lado do agente especial Jack Bauer, vivido pelo ator Kiefer Sutherland.
Apareceu no episódio 13 da 3ª temporada da série Entourage junto com a outra Angel Alessandra Ambrosio.
Participou do episódio 9 da 4ª temporada da série Two and a Half Men.
Apareceu no filme Baywatch: S.O.S Malibu.